# Виллер-Стонкур
Вилле́р-Стонку́р (фр. Villers-Stoncourt) — коммуна на северо-востоке Франции, регион Гранд-Эст (бывший Эльзас — Шампань — Арденны — Лотарингия), департамент Мозель. Входит в кантон Панж.

## Географическое положение

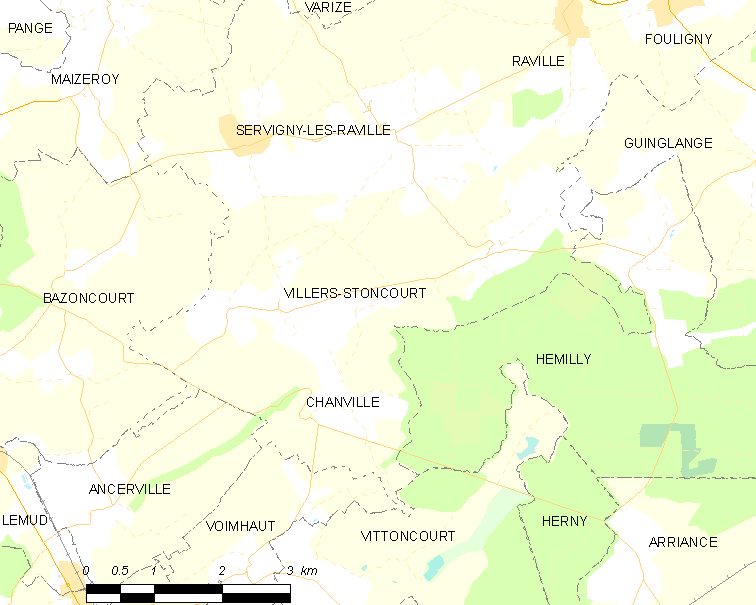
Виллер-Стонкур на карте Франции.

Виллер-Стонкур расположен в 300 км к востоку от Парижа и в 19 км к востоку от Меца.

## История
- Деревня бывшего феода Сен-Пьер, подвластого герцогу Лотарингии.
- В 1718 году вошла в состав Франции вместе с Лотарингией.
- В 1975 году в деревне был сооружён монумент всем павшим во Второй мировой войне в виде лотарингского креста.

## Демография
По переписи 2011 года в коммуне проживало 244 человека.

## Достопримечательности

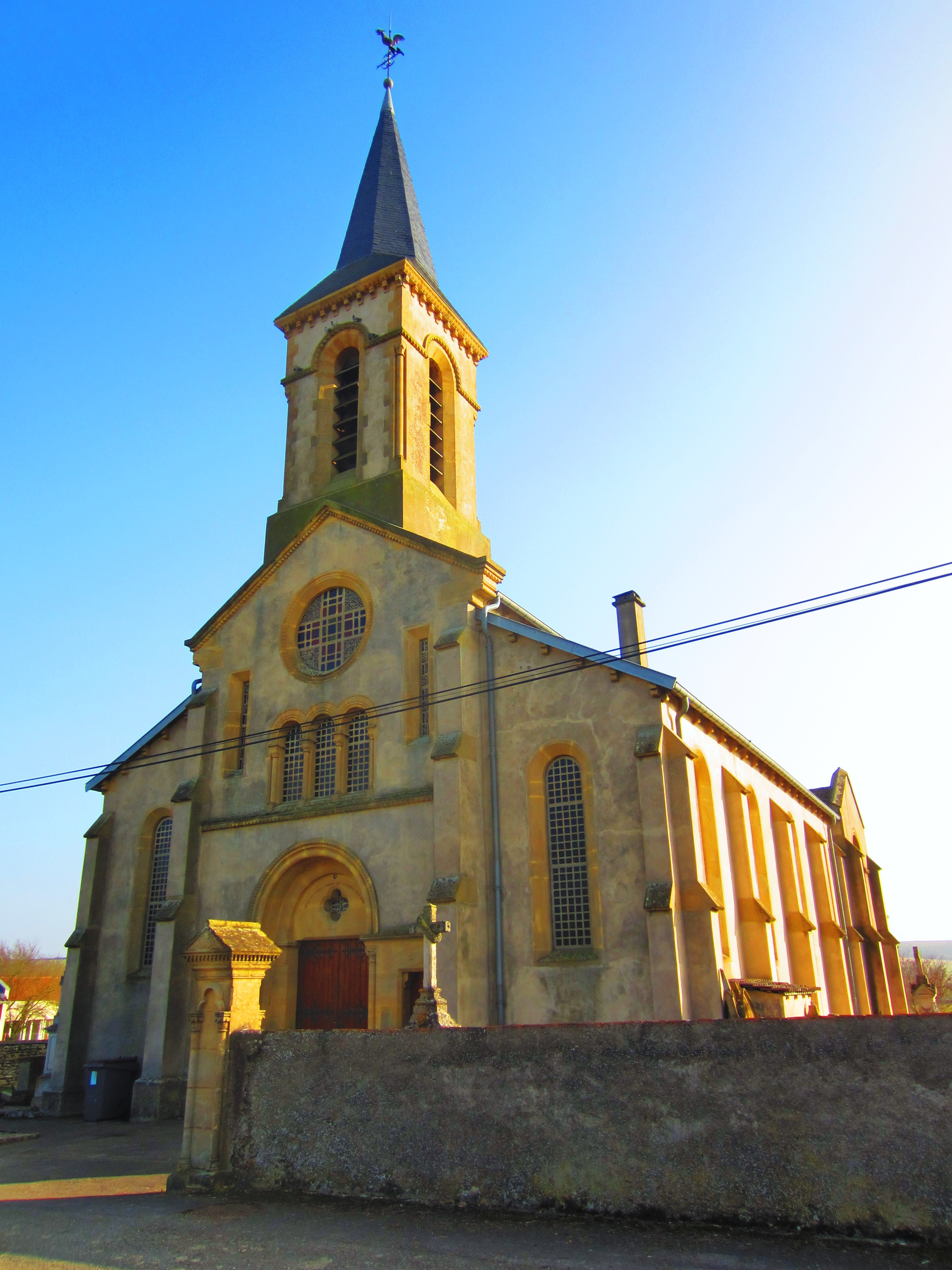
Церковь Сен-Пьер.
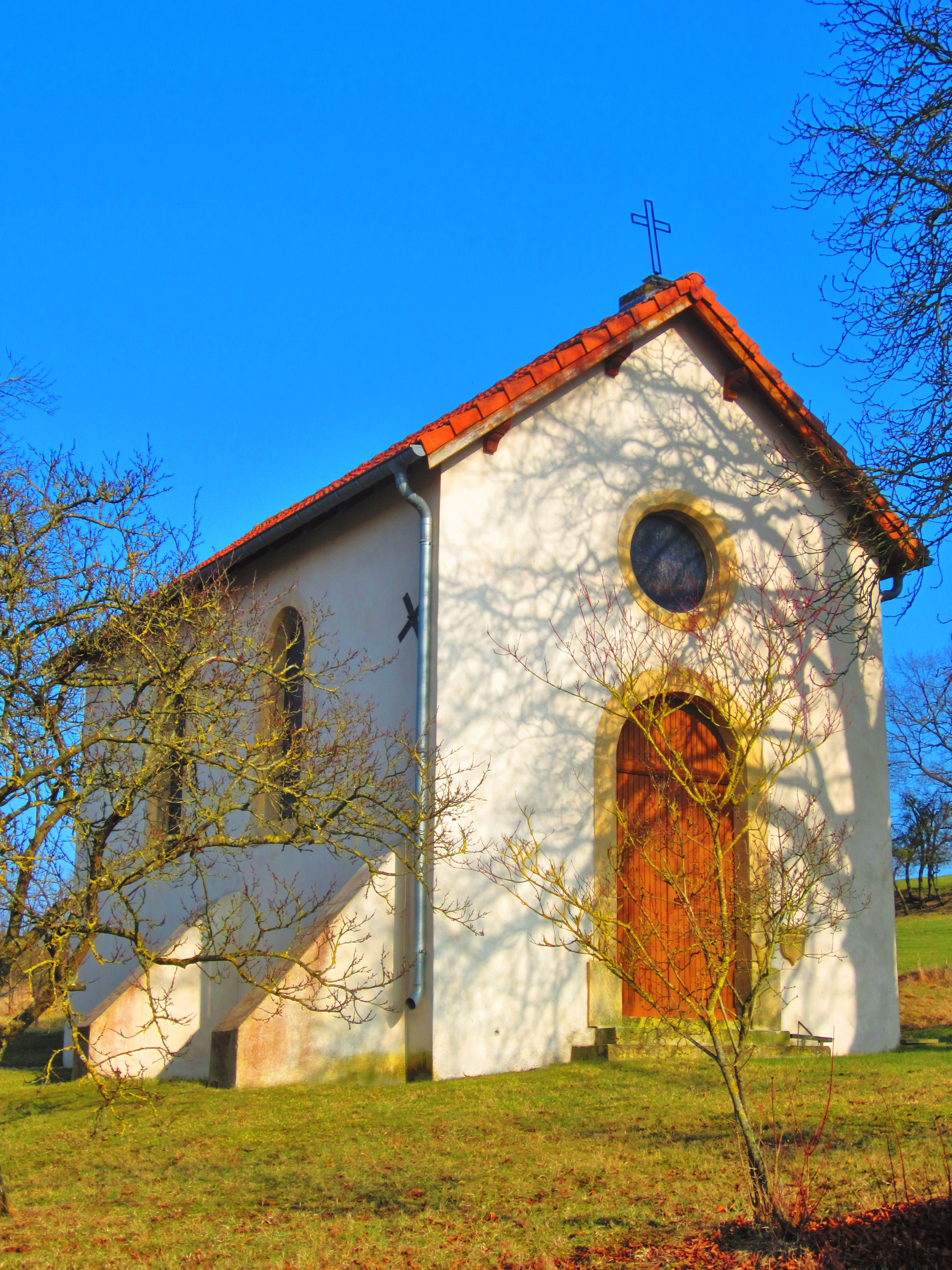
Часовня Сен-Вьерж-Мари-д'Аори.
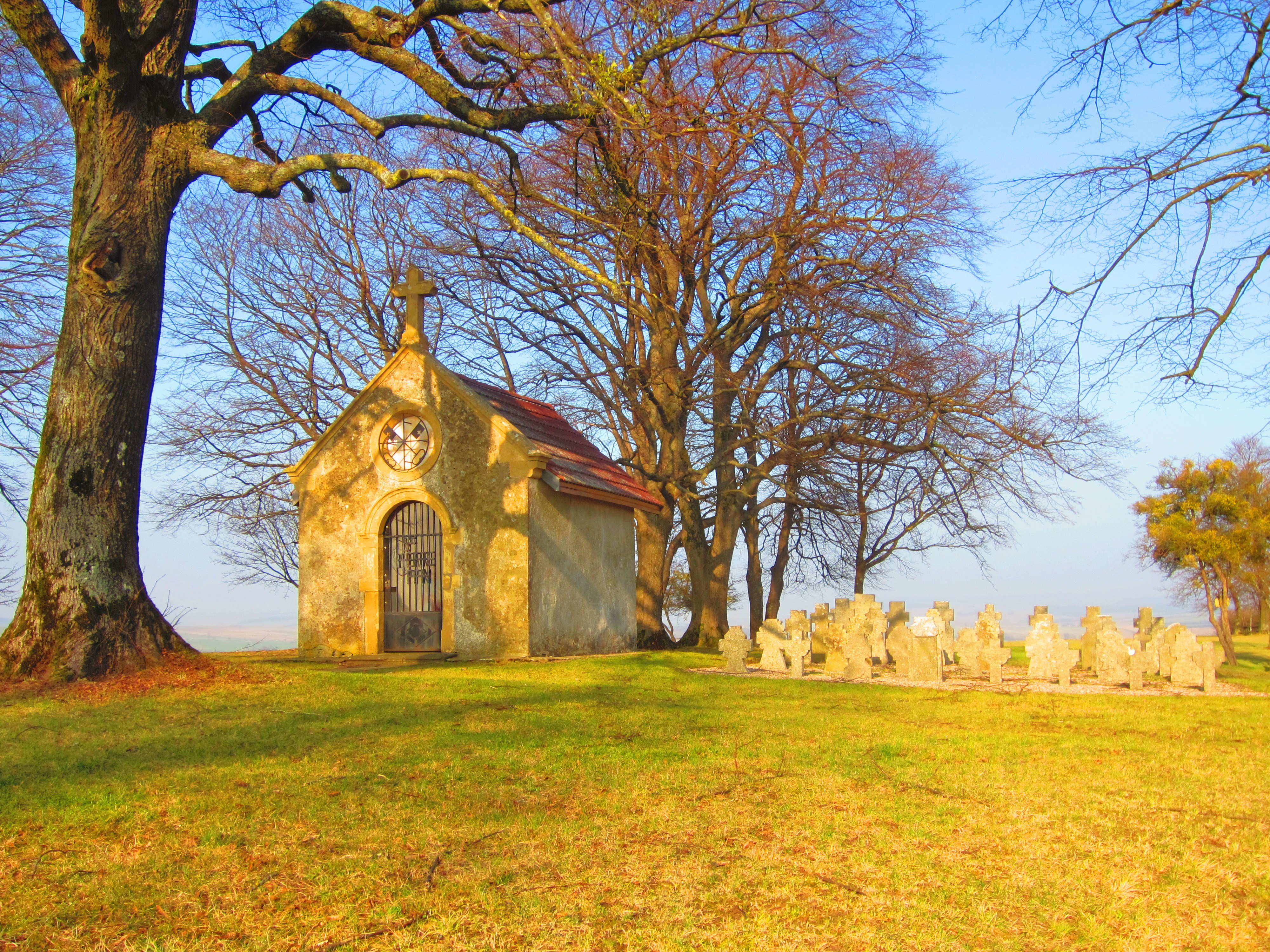
Мемориальная часовня на горе Сен-Пьер.

- Римская дорога.
- Монумент павшим во Второй мировой войне 1939—1945 годов (1975).
- Церковь Сен-Пьер, неороманский стиль, 1856 год.
- Часовня на горе Сен-Пьер (1865).
- Часовня Сен-Вьерж-Мари-д’Аори (1886).